# Le Secret des merles noirs
Pour plus de détails, voir Fiche technique et Distribution.
Le Secret des merles noirs (Тайна чёрных дроздов, Taïna tchiornykh drozdov) est un film soviétique réalisé par Vadim Derbeniov, sorti en 1983. Il est adapté du roman Une poignée de seigle d'Agatha Christie, mettant en scène le personnage de Miss Marple.

## Fiche technique
- Titre original : Taïna tchiornykh drozdov, Тайна чёрных дроздов
- Titre français : Le Secret des merles noirs[1]
- Réalisation : Vadim Derbeniov
- Scénario : Valentina Kolodiajnaïa et Elizaveta Smirnova, d'après le roman Une poignée de seigle d'Agatha Christie
- Décors : David Vinitsky
- Photographie : Nikolaï Nemoliaïev
- Musique : Viktor Babouchkine
- Société de production : Mosfilm
- Pays d'origine :  Union soviétique
- Langue originale : russe
- Format : couleur — son mono
- Genre : Film policier
- Durée : 97 minutes
- Dates de sortie :
  -  Union soviétique : 1983

## Distribution
- Ita Ever : Miss Marple
- Vladimir Sedov : inspecteur Neele
- Vsevolod Sanaev : George Fortescue
- Lioubov Polichtchouk : Adele Fortescue
- Youri Beliaïev : Percival Fortescue
- Elena Sanaïeva : Jennifer Fortescue
- Andreï Kharitonov : Lance Fortescue
- Natalia Danilova : Patricia Fortescue
- Elena Ivotchkina : Elaine Fortescue
- Elza Radzina : Miss Effie Ramsbottom
- Alexandre Piatkov : le sergent Hay
- Alla Tchernova : Mary Dow
- Irina Mazourkevitch : Gladys Martin
- Boris Novikov : Mr. Crump, le valet
- Tamara Nossova : Mrs. Crump
- Vladimir Zeldine : le commissaire de police
- Maria Barabanova : Mrs. McKenzie
- Lembit Ulfsak : Gerald Wright
- Youri Moroz : Vivian Dubois
- Nina Agapova : Mrs. Griffith
- Veronika Izotova : Miss Grosvenor
- Svetlana Nemoliaeva : Dolly Smith
- Ermengeld Konovalov : Steen